# Leptocerus stephanei
Leptocerus stephanei är en nattsländeart som beskrevs av Francois-Marie Gibon 1992. Leptocerus stephanei ingår i släktet Leptocerus och familjen långhornssländor. Inga underarter finns listade i Catalogue of Life.